# Sicya crocearia
Sicya crocearia är en fjärilsart som beskrevs av Alpheus Spring Packard 1874. Sicya crocearia ingår i släktet Sicya och familjen mätare. Inga underarter finns listade i Catalogue of Life.